# Motorová jednotka DR řada VT 18.16
Motorová jednotka DR řady VT 18.16 (od roku 1970 řada 175, dnes ř. 675 DBAG, design Görlitz) je motorová jednotka s dieselovým pohonem a hydrodynamickým přenosem výkonu pro mezinárodní expresní dopravu vyráběná VEB Waggonbau Görlitz a provozovaná někdejšími Německými říšskými dráhami (Deutsche Reichsbahn - DR) od roku 1963.
V ČR je přezdívaná podle elegantního tvaru Delfín, nebo také podle mezinárodního vlaku, na který byla mj. nasazována – Vindobona.
Pro mnoho lidí se pojmenování Vindobona stalo dodnes synonymem právě pro tuto motorovou jednotku.

## Historie
VT 18.16 byl vlak na vysoké kvalitativní úrovni, se kterým chtěla NDR zvýšit svoji prestiž na mezinárodních železničních tratích.
Vyráběn byl od roku 1963 továrnou VEB Waggonbau Görlitz. Prototyp byl vybaven dvěma motory o výkonu 900 k (662 kW) a měl dovolenou rychlost 160 km/h. Odtud pochází označení VT (motorový vůz,Verbrennungstriebwagen), 18 (pro výkon 1800 k) a 16 (pro 160 km/h), v sériové výrobě nicméně dostal dva motory o výkonu 1000 k (735 kW). Tento typ nebylo možné spřahovat s ostatními vlaky a byl vyřazen již roku 1977. Vedle osmi motorových jednotek bylo vyrobeno i šest vložených vozů (VMe) a dva rezervní hlavové motorové vozy (VTa 09 /10, později značené 175 017 + 019).

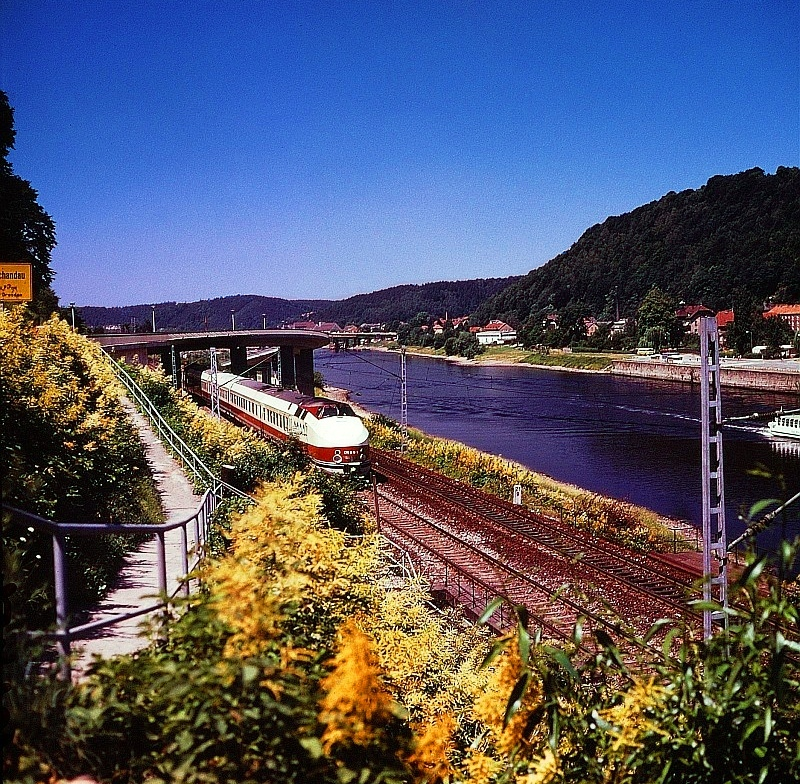
Jednotka řady 175 koncem 70. let 20. stol. jako Vindobona na trati Děčín - Drážďany v Bad Schandau

Motorová jednotka byla vnímána jako konkurenční projekt k tehdejším západoevropským vlakům TEE a motorovému vozu VT 11.5 tehdejších spolkových drah (Deutsche Bundesbahn - DB). Na výbavu a stav byl tehdy kladen velký důraz, pohoštění ve vlaku bylo zřetelně lepší, než ve srovnatelných vlacích východoněmeckých drah. Jednotky byly v rámci mezinárodního provozu nasazovány na spoje do Skandinávie, Rakouska a Československa
Na známý expres Vindobona z Berlína do Vídně přes Prahu byla sice nasazována i vozidla ostatních zúčastněných železničních správ, nicméně jednotky VT 18.16 mu vtiskly ve své době svoji tvář natolik, že pro mnoho lidí je dodnes Vindobona synonymem právě pro ně.
Koncem 70. let 20. století již kapacita míst v jednotce nestačila na provozované spoje, a proto už byly místo nich většinou nasazovány vlakové soupravy vedené lokomotivou. Jako Vindobona jela jednotka VT 18.16 (resp. 175) naposledy do Vídně roku 1979, od té doby už kvůli vyrovnávacím poplatkům ÖBB na tento spoj žádná ucelená jednotka nasazena nebyla.
Na mezinárodní spoj byla jednotka naposledy nasazena do Karlových Varů na Karlex a Karolu koncem 80. let 20. stol., poté byla úředně vyřazena.

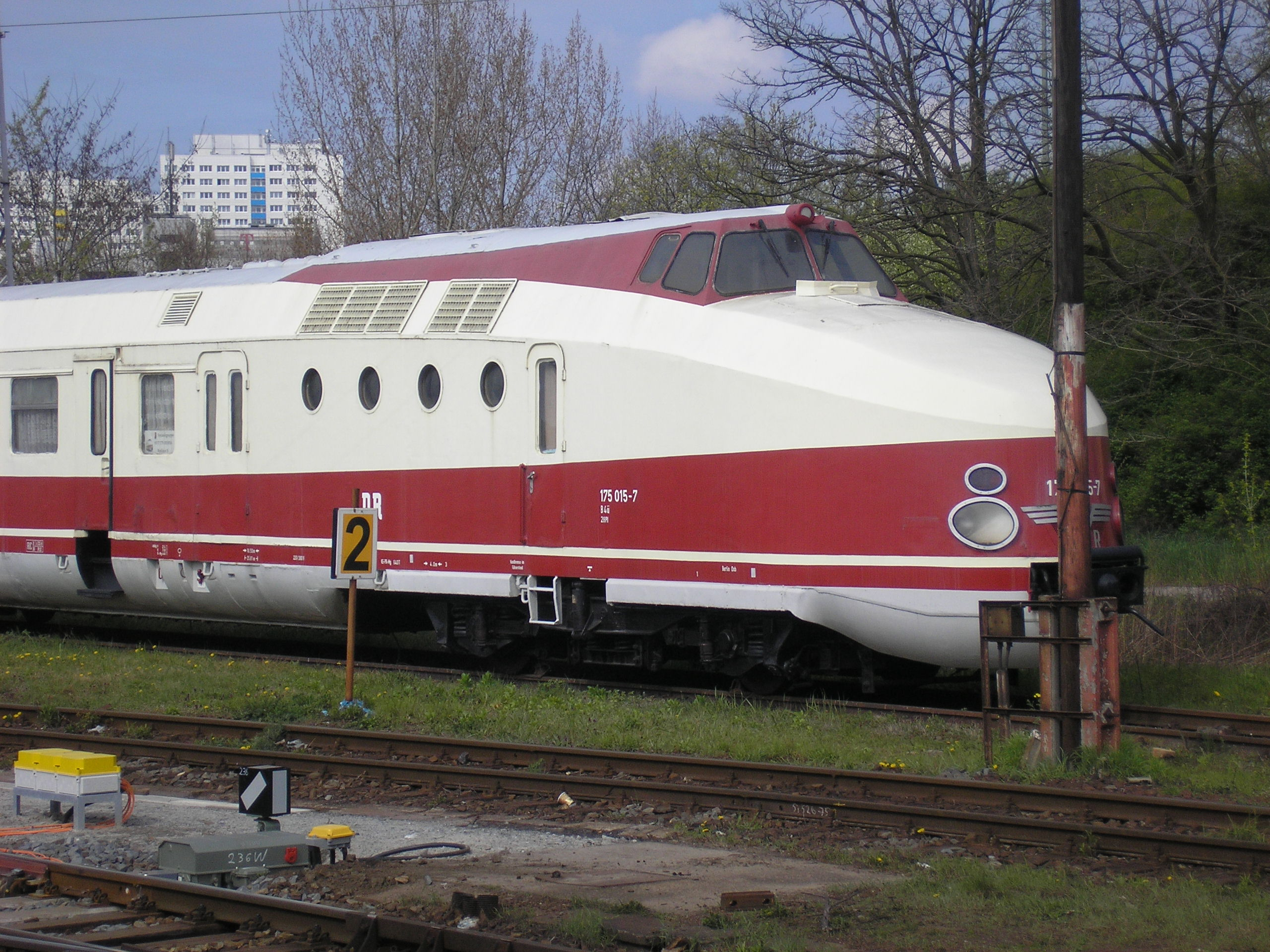
Jednotka 175 015 na nádraží Berlin-Lichtenberg

Počátkem 90. let 20. stol. existovala už jen jediná provozuschopná jednotka (175 019, 313, 413, 014 a 2 VMe), která sloužila jako muzejní vlak DR. Ta při přečíslování roku 1992 obdržela nové číslo řady 675 a byla až do roku 2003 využita pro nostalgický program DB. V dubnu 2003 jela poslední provozuschopná jednotka na „rozlučkovou jízdu“ po Německu i blízkém zahraničí,
do České republiky jela 12. dubna 2003 po trase Berlín – Děčín – Mělník – Praha-Vysočany – Praha-Libeň – Praha-Vršovice.
Po propadnutí zkoušky hlavních rámů v červenci 2003 byla odstavena z provozu a je nyní majetkem Muzea Německých drah a je vystavena na nádraží Berlin-Ostbahnhof. Na nádraží Berlin-Lichtenberg stojí jako druhý ale neprovozní kus 175 015–016 držený nadací BSW-Freizeitgruppe (Stiftung Bahn-Sozialwerk).
Třetí jednotka (175 005–006), předtím vlak organizace FDJ-Jugendklub „Ernst Thälmann“, je dlouhodobě zapůjčena Saskému železničnímu muzeu (Sächsischen Eisenbahnmuseums Chemnitz-Hilbersdorf) k úpravě povrchu a má zde být přeměněna na restauraci. Ostatní jednotky se nedochovaly nebo nejsou v zachovalém stavu.

## Nasazení
Jednotka byla nasazována na tyto rychlíky:
- Berlinaren: Berlín – Malmö (Königslinie)
- Neptun: Berlín – Kodaň (Trajekt Warnemünde – Gedser),
- Vindobona: Berlín – Praha – Vídeň
- Karlex: Berlín – Karlovy Vary
- Karola: Lipsko – Karlovy Vary

Poslední nasazení této jednotky byly spoje Berlin Zoologischer Garten – Lipsko hlavní nádraží při lipském veletrhu a rychlíky Sorben-Express Berlín – Budyšín v polovině 80. let 20. století.
S poslední jednotkou této řady byla v dubnu 2003 uspořádána ještě rozlučková jízda.

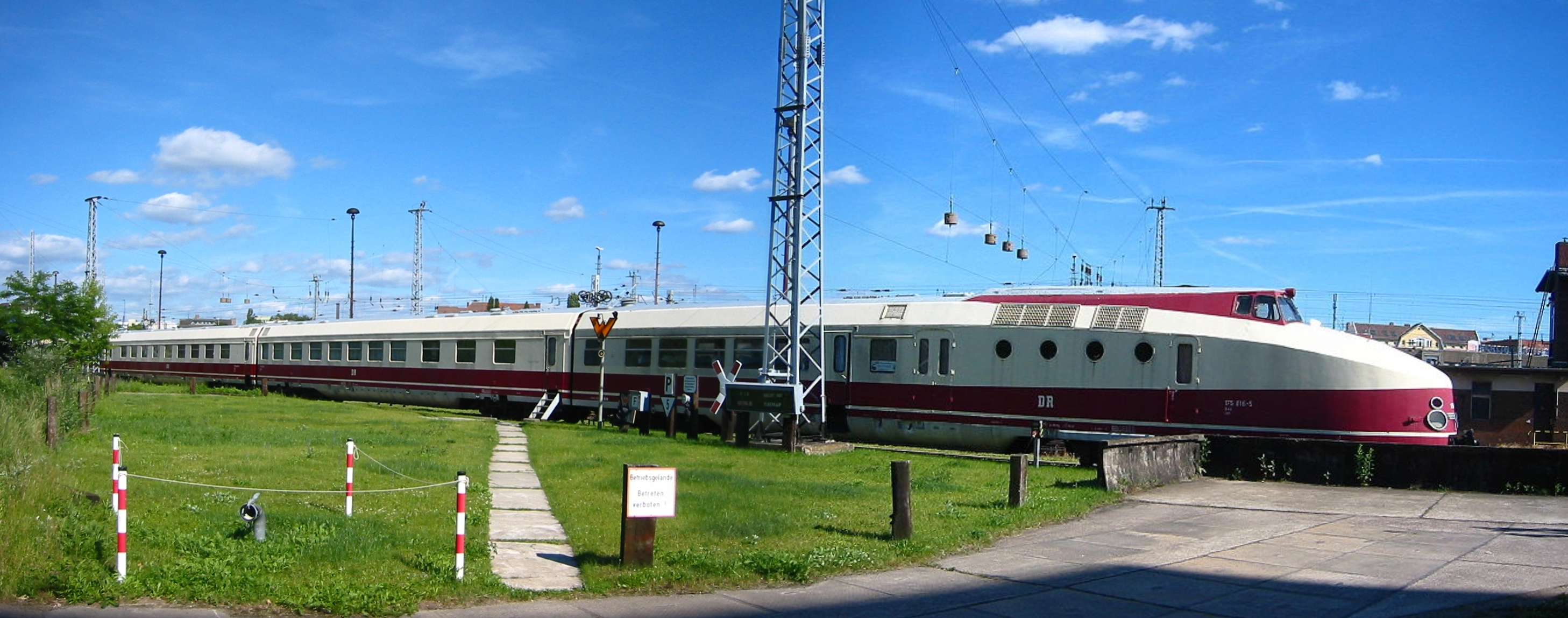
Jedna z posledních odstavených jednotek

## Technické parametry

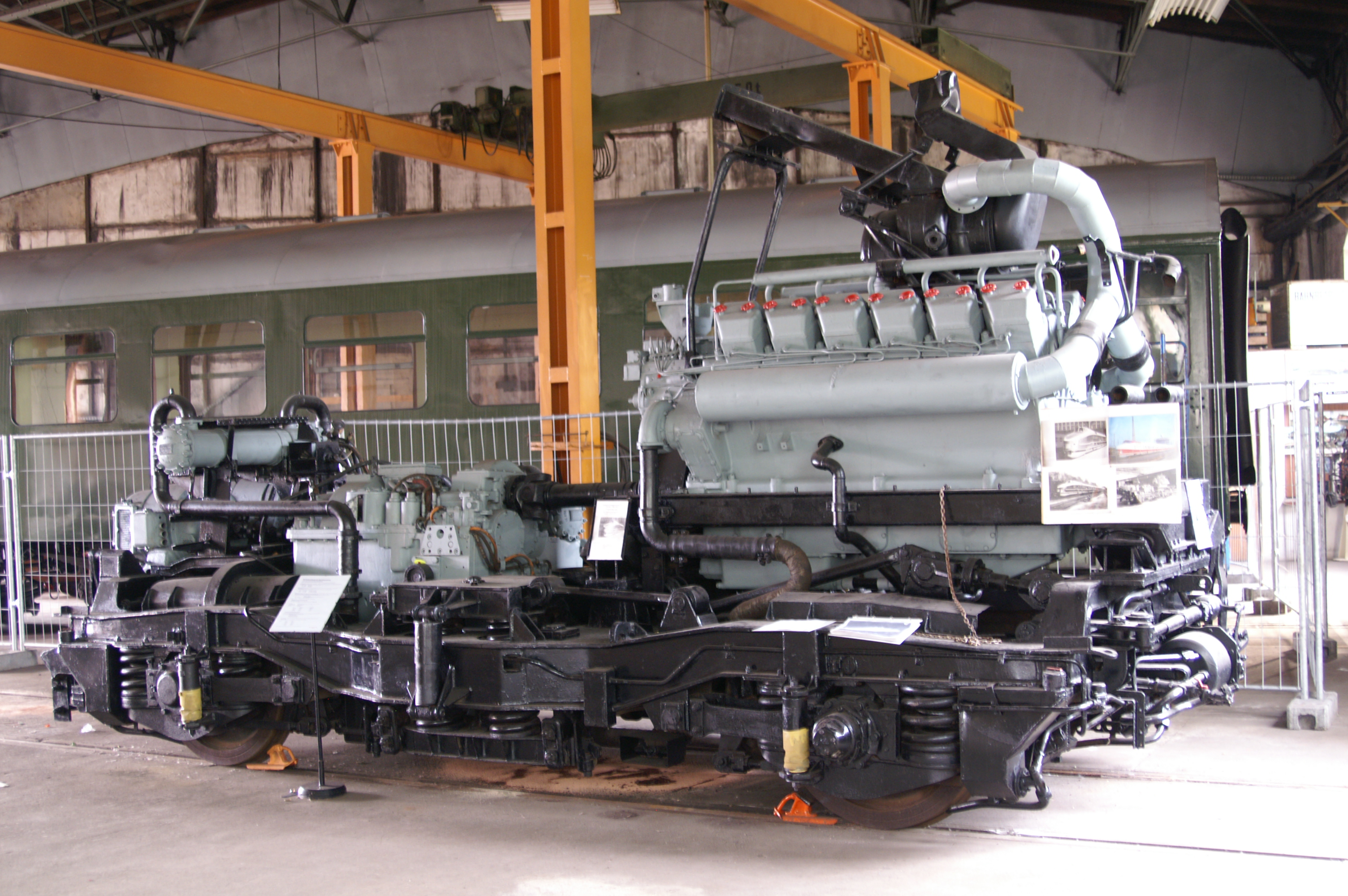
Hnací podvozek jednotky VT 18.16 se vznětovým motorem a převodovým soustrojím

VT 18.16 vychází z Kruckenbergovy konstrukce prototypu SVT 137 155.
Hnací čelní vozy dostaly dieselové dvanáctiválcové přeplňované motory typu 12 KVD 18/21 vyrobené ve VEB Motorenwerk Johannistal v Berlíně, které byly použity již v lokomotivě řady V 180.
Zpočátku měly motory výkon 900 k, později byl výkon zvýšen na 1000 k (736 kW).
K přenosu výkonu sloužily třístupňové hydrodynamické měniče L 306 RT vyrobené ve Voith St. Pölten. Celý mechanismus (motor i hydrodynamická převodovka) byl zabudován přímo do čelních otočných podvozků.
Díky dalším konstrukčním zvláštnostem taková montáž dovolovala u čtyřčlánkové jednotky rychlost až 160 km/h.

### Přepravní kapacita
| Druh vozu               | Míst v oddíle | čtyřvozová   | čtyřvozová  | pětivozová   | pětivozová  | šestivozová  | šestivozová |
| Druh vozu               | Míst v oddíle | Počet oddílů | Celkem míst | Počet oddílů | Celkem míst | Počet oddílů | Celkem míst |
| ----------------------- | ------------- | ------------ | ----------- | ------------ | ----------- | ------------ | ----------- |
| 1. třída                | 6             | 9            | 54          | 9            | 54          | 9            | 54          |
| 2. třída - kupé         | 8             | 3            | 24          | 12           | 96          | 21           | 168         |
| 2. třída - velkoprostor | 28            | 2            | 56          | 2            | 56          | 2            | 56          |
| Restaurační vůz         | 23            | 1            | 23          | 1            | 23          | 1            | 23          |
| Celkem                  |               |              | 157         |              | 229         |              | 301         |